# Patrik Wincent
Greger Patrik Wincent, född 19 augusti 1974 i Sofielunds församling, Malmöhus län, är en svensk programledare, terapeut och författare.

## Biografi
Wincent slog som 19-åring igenom som rappare i Eurodance-bandet Look Twice, som bland annat hade en stor hit 1994 med låten ”Move That Body” som släpptes i 39 länder.
Han arbetar som terapeut, coach och föreläsare och är specialiserad inom missbruks- och beroendeproblematik. Han har själv haft missbruksproblem. Han är även författare och har skrivit flera böcker på temat beroendeproblematik bland annat Den digital drogen och När vi släpper kontrollen.
Wincent ledde TV-programmet Lyxfällan på TV3 2018–2019 tillsammans med Magnus Hedberg, Frida Boisen och Magdalena Kowalczyk. I programmet delog de fyra experterna parvis. I januari 2020 meddelades att Wincent och Boisen hoppar av programledarskapet.